# Rhynchospora iberae
Rhynchospora iberae är en halvgräsart som beskrevs av Encarnación Rosa Guaglianone. Rhynchospora iberae ingår i släktet småag, och familjen halvgräs. Inga underarter finns listade i Catalogue of Life.